# 319. vojaškoobveščevalna brigada (ZDA)
319. vojaškoobveščevalna brigada (izvirno angleško 319th Military Intelligence Brigade) je bila vojaškoobveščevalna brigada Kopenske vojske Združenih držav Amerike.